# Amblyops magna
Amblyops magna är en kräftdjursart som beskrevs av Yakov Avadievich Birstein och Tchindonova 1958. Amblyops magna ingår i släktet Amblyops och familjen Mysidae. Inga underarter finns listade i Catalogue of Life.